# Koretoshi Maruyama
Koretoshi Maruyama (丸山 維敏; 5. listopada 1936.), japanski majstor borilačkih vještina. Izravni je učenik Moriheija Ueshibe. Nositelj je 8. Dana u aikidu. Osnivač je škole Yuishinkai aikido.

## Životopis
Koretoshi Maruyama je prvi put počeo da vježba aikido u Hombu dojo-u 1956. godine, a usporedo s tim je vježbao aikido u klubu Sveučilišta Keio. Nakon što je završio studij na Sveučilištu Keio, radio je u obiteljskom poslu, ali je isto tako nastavio i svoje usavršavanje u aikidu. Godine 1967. godine postao je uchi-deshi osnivača aikida Moriheija Ueshibe, koji mu je dodijelio 6. Dan u aikidu.
Godine 1972. je napustio Aikikai i prešao da bude instruktor u Ki No Kenkyukai, gdje mu je Koichi Tohei dodijelio 8. Dan. Godine 1990. postao je predsjednik Ki No Kenkyukaija. Na toj dužnosti se zadržao do 1991. kada je podnio ostavku. Nakon toga, otišao je u samostan u Saitama prefekturi, gdje je boravio do 2001. godine. 
Dana, 9. svibnja 1996. godine, dok je još uvijek boravio u samostanu, Maruyama je osnovao Yuishinkai aikido, dobivši odobrenje svećenika iz hrama za to. Po izlasku iz samostana 2001. godine počeo je da predaje aikido u Japanu i širom svijeta. Mnogi instruktori aikida su mu se pridružili na tom putu. 

## Vanjske povezice
- Youshinkai aikido